# Chiltonorchestia starmuhlneri
Chiltonorchestia starmuhlneri is een vlokreeftensoort uit de familie van de Talitridae.